# دينتس دي بيرتول
دينتس دي بيرتول (بالإنجليزية: Dents de Bertol)‏ هو أحد جبال سلسلة جبال الألب بينيني وجزء من القمة الأم بوكويتينس يقع في كانتون فاليز، سويسرا. يبلغ ارتفاع الجبل حوالي 3547 متر، بينما يبلغ ارتفاع نتوء الجبل 139 متر.